# Silene daenensis
Silene daenensis är en nejlikväxtart som beskrevs av Melzh. Silene daenensis ingår i släktet glimmar, och familjen nejlikväxter. Inga underarter finns listade i Catalogue of Life.